# Det är gott att tacka Herren
Det är gott att tacka Herren är en psalm vars text hämtad från Psaltaren 92. Musik är skriven 1985 av Curt Lindström.

## Publicerad i
- Psalmer i 90-talet som nr 911 under rubriken "Psaltarpsalmer och Cantica"
- Psalmer i 2000-talet som nr 962 under rubriken "Psaltarpsalmer och Cantica"
- Finlandssvenska psalmboken 1986, tilläggshäftet ”Sång i Guds värld”, 2015, som nr 812 under rubriken "Lovsång".